# Hippomane
Pour le genre d'euphorbiacée, voir Hippomane (plante).

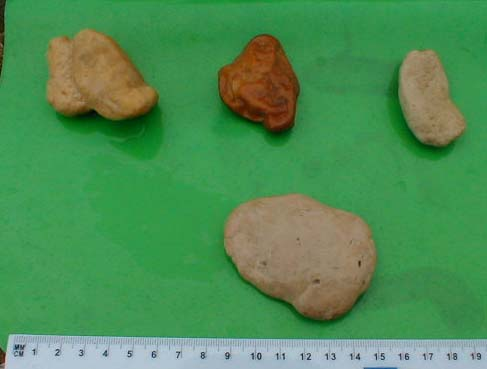
Des hippomanes de bovins ; les trois exemplaires supérieurs étaient conservés dans du formol.

L’hippomane (du grec ancien ἱππομανής, hippomanès, « qui rend fous les chevaux ») est une structure flottante de 10 à 15 cm qui se forme parfois naturellement dans le liquide allantoïdien des vaches et des juments.

## Description

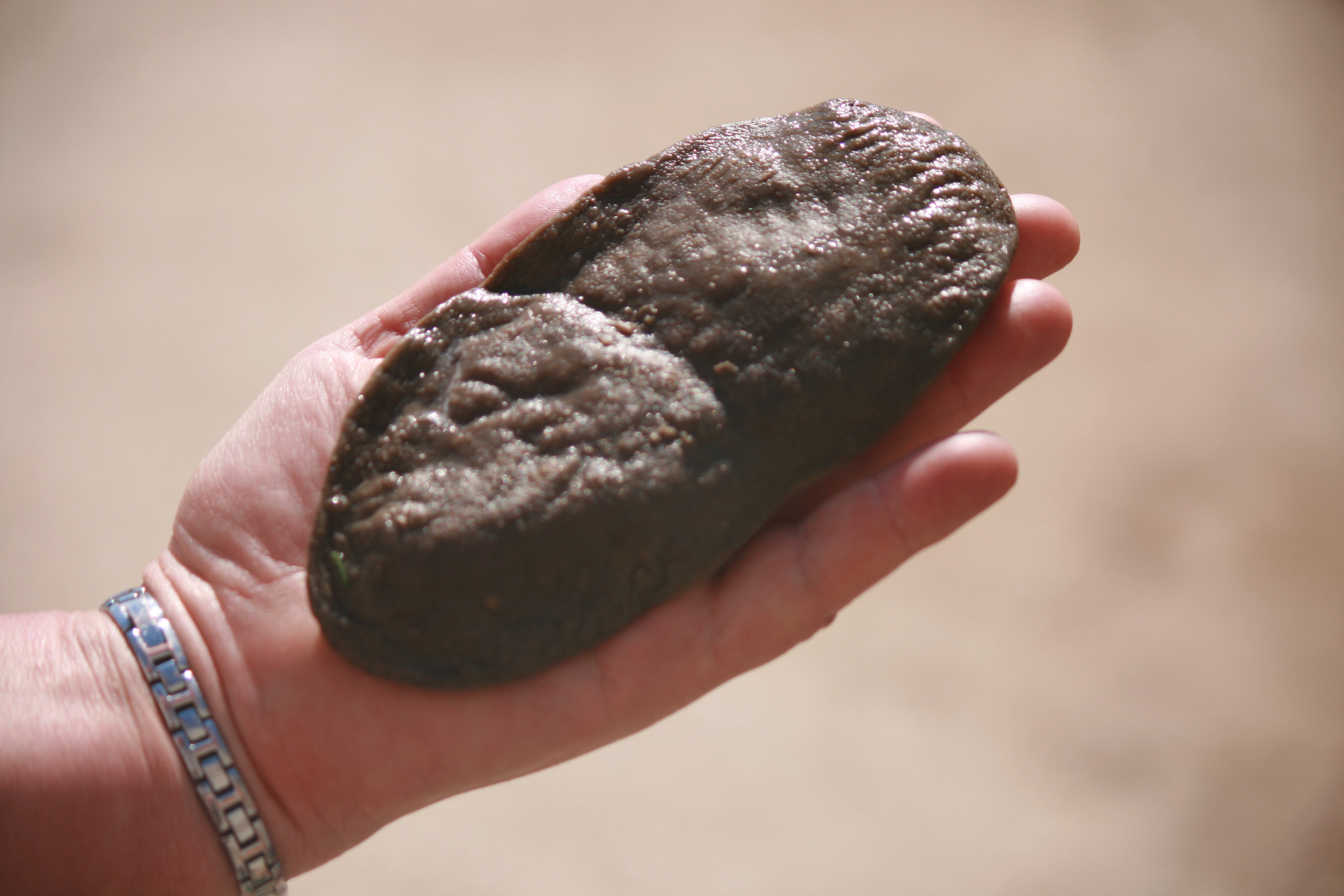
Hippomane de cheval, face 1 (couleur uniforme)

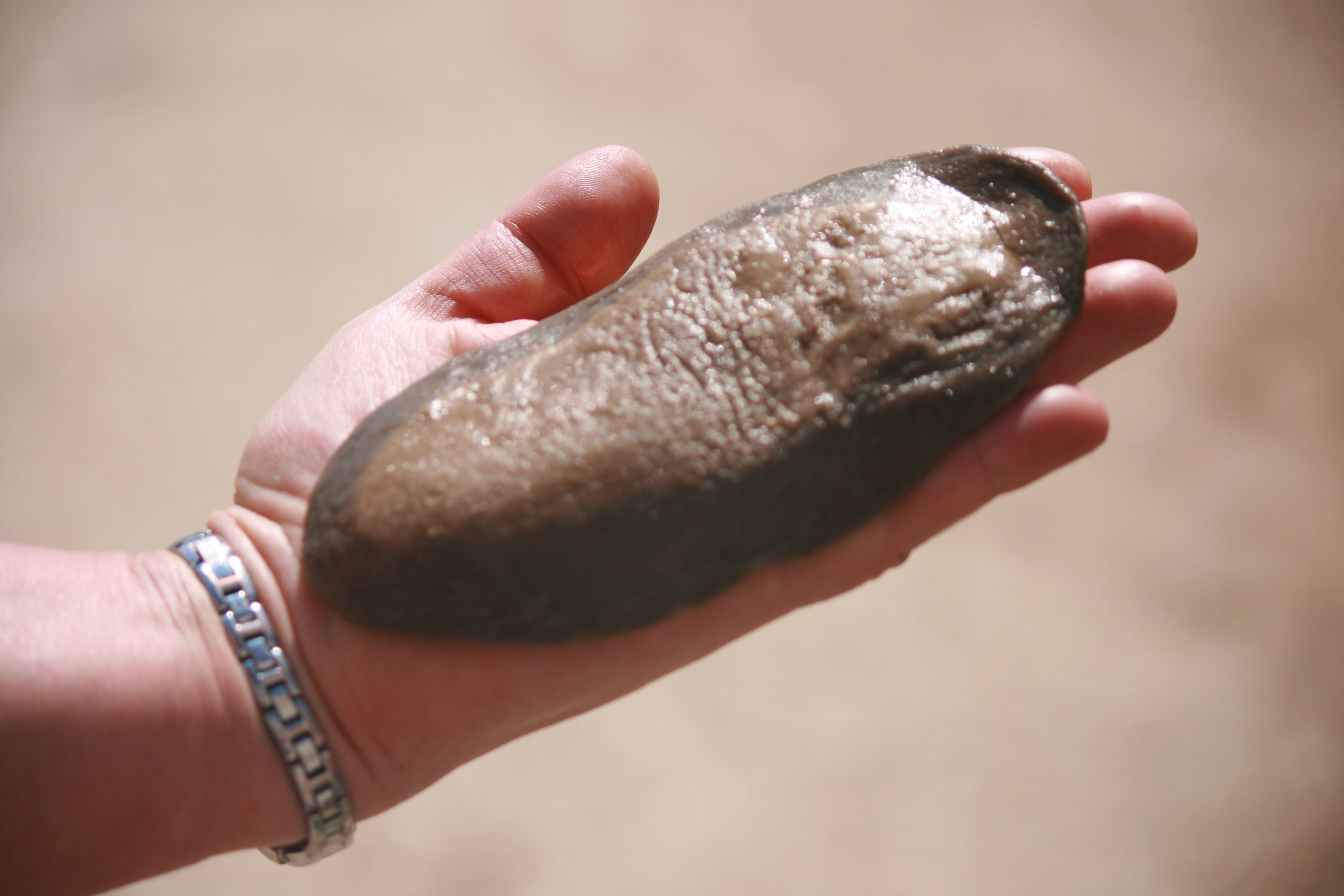
Hippomane de cheval, face 2 (deux couleurs, l'intérieur étant plus clair).

Ce sont des éléments en forme de galettes grossièrement ovales mesurant jusqu'à 15 cm de long (1,5 pouce d'épaisseur et 8 pouces de diamètre), lisses, parfois trouvés (en exemplaire unique) dans le liquide allantoïdien de certains mammifères, dont les juments et les vaches. Juste après la mise bas, ces galettes sont souples au toucher, légères et denses à la fois (exactement comme des "pierres molles"). Cuvier estimait qu'il s'agissait d'une concrétion.
Les hippomanes sont appelés par les anglophones « foal's bread » (pain de poulain ou « foal's tongue » (langue de poulain). L'intérieur a la consistance du foie cru, est homogène et de couleur jaunâtre, ambre à brune[réf. nécessaire]. Des hippomanes semblent également produits par certains carnivores[source insuffisante].

## Historique
(novembre 2021).
Certains auteurs pensaient qu'il s'agissait d'une excroissance de chair poussant in utero sur le front du poulain (Aristote parlait déjà de ce qu'on a traduit par « caruncule du front du poulain », dont il disait qu'elle était sur le front du poulain mais que la mère l'emporte en le léchant. 
L'hippomane « est d'une telle nature qu'une cavalle (jument) n'a pas plutôt mis bas son poulain, qu'elle lui mange ce morceau de chair, & que sans cela, elle ne le voudroit pas nourrir. On ajoute que si elle donne le temps à quelqu'un d'emporter ces hippomanes, la seule odeur la fait devenir furieuse ».
L'hippomanes était déjà évoqué par Virgile, son commentateur Servius, cité par Fongerus dans son lexicon philologique, par Calepin, par Decimator, etc. Pline précise qu'on les utilisait pour préparer des sortilèges. On a prêté à l'hippomanes des vertus aphrodisiaques. Ces vertus sont selon Aristote « des fables forgées par des femmes & des enchanteurs ». Bayle estime que c'est le fait qu'on considérait que si la jument ne mange pas l'hippomanes, elle ne s'occuperait pas de son poulain qui est à l'origine des philtres qu'on a fait avec cette matière.
« il est facile de voir que ce qui a persuadé au commencement, qu'on le pourvoit servir de cela comme d'un philtre, est qu'on disoit que si la cavale (jument) n'avaloit pas ce morceau, elle ne nourrissoit point son petit ». Cette explication n'est pas partagée par tout le monde, puisque le médecin allemand Raegerus, dans le journal des physiciens d'Allemagne décrit un hippomanes qu'on lui a apporté tout chaud, lequel « éprouva que la mère nourrit à l'accoutumée le poulain, à qui l'on avoit ôté cette partie ». 
Remarque : Le mot hippomanes désignait aussi pour Aristote « une certaine liqueur qui coule des parties naturelles de la jument chaude (en chaleur) ».
Un auteur cité par Apulée nomme ce philtre « hinnientium dulcedines », ce qui le rapporte merveilleusement au « matri prareptus amor » de Virgile ; Mais « comme les philtres inspiroient plutôt de la fureur que de l'amour, de là est venu que l'hippomanes a été considéré comme une drogue funeste ; Juvénal (comme Suétone) débite que Césonia l'ayant employé envers son mari Caligula fut cause de la fureur enragée qui lui fit commettre tant de crimes ».
Au XVIIe siècle, certains auteurs ont aussi pensé que c'était le nom - selon Théocrite - d'une plante de l'Arcadie, qui mettait en fureur les poulines et les juments. Claude Saumaise pensait que cette plante n'existe pas et que cette interprétation résulte d'une mauvaise traduction de Théocrite qui parlait d'un cheval de bronze (sans queue), près du temple de Jupiter, si bien imité qu'il « excitoit dans les chevaux les émotions de l'amour, tout de même que si elle eut été vivante, vertu qui lui étoit communiquée par l'hippomanes, qu'on voit mêlé avec le cuivre en la fondant. »